# Gino Paro
Gino Paro (* 17. Juni 1910 in Ponte di Piave, Provinz Treviso, Italien; † 21. September 1988) war ein römisch-katholischer Erzbischof und vatikanischer Diplomat.

## Leben
Gino Paro empfing am 5. Juli 1936 das Sakrament der Priesterweihe für das Bistum Treviso.
Am 31. August 1962 ernannte ihn Papst Johannes XXIII. zum Titularbischof von Diocaesarea in Isauria und bestellte ihn zum Präsidenten der Päpstlichen Diplomatenakademie in Rom. Der Kardinalstaatssekretär Jean-Marie Kardinal Villot, spendete ihm am 7. Oktober desselben Jahres die Bischofsweihe; Mitkonsekratoren waren der Sekretär der Heiligen Kongregation für die außerordentlichen Angelegenheiten der Kirche, Kurienerzbischof Agostino Casaroli, und der Sekretär der Kongregation für die Evangelisierung der Völker, Kurienerzbischof Sergio Pignedoli.
Am 5. Mai 1969 ernannte ihn Papst Paul VI. zum Titularerzbischof von Torcello und bestellte ihn zum Apostolischen Delegaten in Australien und Papua-Neuguinea. Gino Paro wurde am 3. Juli 1973 Apostolischer Pro-Nuntius in Australien. Am 10. Juni 1978 trat Paro als Apostolischer Pro-Nuntius in Australien und Apostolischer Delegat in Papua-Neuguinea zurück.
Gino Paro nahm an allen vier Sitzungsperioden des Zweiten Vatikanischen Konzils teil.